# Tour de Flandes 1984
El Tour de Flandes 1984 va ser la 68a edició del Tour de Flandes. La cursa es disputà l'1 d'abril de 1984, amb inici a Sint-Niklaas i final a Meerbeke després d'un recorregut de 268 quilòmetres. El neerlandès Johan Lammerts s'imposà en solitari, a un grup encapçalat per Sean Kelly i Jean-Luc Vandenbroucke.

## Classificació final
|    | Ciclista                     | Equip                    | Temps      |
| -- | ---------------------------- | ------------------------ | ---------- |
| 1  | Johan Lammerts (NED)         | Panasonic-Raleigh        | 6h 45' 47" |
| 2  | Sean Kelly (IRL)             | Skil-Sem-Mavic-Reydel    | +25"       |
| 3  | Jean-Luc Vandenbroucke (BEL) | La Redoute               | m. t.      |
| 4  | Flup Vandenbrande (BEL)      | Splendor-Mondial-Marc    | m. t.      |
| 5  | Rudy Matthijs (BEL)          | Splendor-Mondial-Marc    | m. t.      |
| 6  | Ludo De Keulenaer (BEL)      | Panasonic-Raleigh        | m. t.      |
| 7  | Gregor Braun (RFA)           | La Redoute               | +44"       |
| 8  | Luc Colijn (BEL)             | Safir-Van de Ven-Colnago | +49"       |
| 9  | Rudy Rogiers (BEL)           | Splendor-Mondial-Marc    | m. t.      |
| 10 | Eric Vanderaerden (BEL)      | Panasonic-Raleigh        | m. t.      |